# Condado de Gallatin (Illinois)
O Condado de Gallatin é um dos 102 condados do Estado americano de Illinois. A sede do condado é Shawneetown, e sua maior cidade é Shawneetown. O condado possui uma área de 851 km² (dos quais 12 km² estão cobertos por água), uma população de 6 445 habitantes, e uma densidade populacional de 8 hab/km² (segundo o censo nacional de 2000). O condado foi fundado em 14 de setembro de 1812.